# Подколки
Подколки — село в Бузулукском районе Оренбургской области России. Административный центр Подколкинского сельсовета.

## География
Село находится в западной части Оренбургской области, в пределах возвышенности Общий Сырт, в степной зоне, на правом берегу ручья Подкольский, к востоку от автодороги Р246, на расстоянии примерно 23 км (по прямой) к северо-востоку от города Бузулук. Абсолютная высота — 173 м над уровнем моря.
Климат
Климат характеризуется как резко континентальный с морозной суровой зимой и жарким сухим летом. Среднегодовая температура составляет 4 °C. Средняя температура воздуха самого тёплого месяца (июля) — 21,9 °C; самого холодного (января) — −14,8 °C (абсолютный минимум — −43 °C). Безморозный период длится в течение 142 дней в году. Среднегодовое количество атмосферных осадков составляет 393 мм.
Часовой пояс
Село Подколки, как и вся Оренбургская область, находится в часовой зоне МСК+2. Смещение применяемого времени относительно UTC составляет +5:00.

## История
Основано в период между 1776 и 1790 годами капитаном Иваном Гавриловичем Ждановым. В документах конца XVIII века упоминается как деревня Подколошная. Топоним восходит к геоботаническому термину колок (во множественном числе колки).

## Население
| 2003 | 2010 |
| ---- | ---- |
| 956  | ↘857 |

Гендерный состав
По данным Всероссийской переписи населения 2010 года, в гендерной структуре населения мужчины составляли 47,7 %, женщины — соответственно 52,3 %.
Национальный состав
Согласно результатам переписи 2002 года, в национальной структуре населения русские составляли 92 % из 919 чел.

## Улицы
| - мкр. 1-й, - ул. 40 лет Победы, - ул. Гагарина, - ул. Мельничная, | - ул. Молодёжная, - ул. Тихонова, - ул. Центральная, - ул. Юбилейная. |